# اصول هفتگانه هنر ایران
اصول هفتگانه هنر ایران از وجوه مهم ساختار بصری هنر نگارگری ایران، وجه تزیین‌گرایی آن است که در مکاتب مختلف، صورت‌هایی متنوع به خودگرفته است. بنابر متون تاریخی، تزیینات در طول تاریخ هفت هزار ساله هنر در ایران شکل گرفته‌اند و در هر دوره تاریخی، چیزی بدان‌ها افزوده شده و کامل‌تر شده‌اند. وجوه تزیینی هنر ایران در طی این تاریخ طولانی، در نهایت در دوره صفوی و با تدوین احمد موسی، در هفت اصل با عنوان اصول هفتگانه هنر تزیینی ایران بیانی مدون یافته‌اند. قاضی احمد قمی در این باب می‌نویسد: «هم چنانکه در خط شش قلم اصل است، در این فن نیز هفت اصل معتبر است.»
این هفت اصل، در حقیقت صور خیال بصیر هنرهای ایرانی است که در قالب سال‌های پس از ورود اسلام به ایران، تا اواسط دوره قاجاریه، صورتی اسلامی یافته‌اند. هنرمندان ایران با تشبه به نقش‌مایه‌های جهانی روزگار خود، قالب و اسلوب این هفت اصل را در کمال لطافت، ملاحت، دل‌آویزی و نغز به تصویر کشیده‌اند. این اصول هفت‌گانه، عبارتند از؛ اسلیمی، ختایی، فرنگی، نیلوفر، ابر، واق، و بند رومی(گره چینی).